# میراث سراب
میراث سراب (به انگلیسی: The Inheritance of Loss) نام رمانی از کیران دسای نویسنده هندی است. او با نوشتن این رمان در سال ۲۰۰۶ جایزه بوکر را برد. رمان دربارهٔ زندگی یک قاضی و نوه‌اش و آشپزش است. نویسنده در این رمان علاوه بر تصویرسازی‌های متنوع و شخصیت پردازی دقیق به شرح زندگی مردم هند پرداخته‌است.
این کتاب دومین اثر خانم دسای است.
کتاب بر محور استعمار انگلستان و تاراج منابع طبیعی و هویتی کشور هندوستان و با الهام از وقایع ۱۹۸۵–۸۶ نوشته شده‌است.
این رمان در سال ۱۳۸۷ خورشیدی توسط فریدون مجلسی با نام میراث سراب به فارسی ترجمه و توسط نشر البرز منتشر شده است.